# Reggimento alpini "Tagliamento"
Il Reggimento alpini «Tagliamento» fu un reparto autonomo aderente alla Repubblica Sociale Italiana ma sottoposto alla diretta amministrazione militare tedesca e quindi di fatto sottratto al controllo della RSI, costituito il 17 settembre 1943 dal colonnello Ermacora Zuliani (provincia di Udine) e da Piero Pisenti, ministro della giustizia della Repubblica di Salò.

## Reggimento volontari friulani «Tagliamento»

Il colonnello Ermacora Zuliani ed un altro ufficiale nella caserma di Cividale del Friuli

Il 17 settembre 1943 presso la caserma «Giovanni di Prampero» di Udine costituisce il "Gruppo Tagliamento" della Milizia della consistenza di circa 500 uomini, ebbe compiti di presidio territoriale. Il 19 novembre assunse la denominazione «Reggimento volontari friulani Tagliamento». 
Comandato dal colonnello Ermacora Zuliani (fascista della prima ora, volontario in Spagna, console della Milizia, successivamente processato a Udine e liberato grazie all'amnistia Togliatti). Tale formazione fu priva di autonomia militare e operativa, in quanto di fatto dipendente dal comando tedesco della polizia per l'ordine pubblico (Ordnungspolizei) di stanza a Trieste: il 21 gennaio 1944, ad esempio, l'Alto Comando delle SS del litorale adriatico, Odilo Globočnik, trasmise al comando del reggimento una direttiva in cui precisava la subordinazione diretta agli ordini suoi e dei dipendenti comandi tedeschi ed il suo impiego esclusivamente rivolto alla lotta anti-partigiana alle dirette dipendenze delle SS tedesche.
Fu impiegato in funzione anti-partigiana nell'area tedesca Ozak, nelle valli del Natisone e del Torre, contro formazioni partigiane italiane e soprattutto contro il IX Korpus dell'Esercito Popolare di Liberazione della Jugoslavia, nella conca di Tolmino e ancora più a est in Val Baĉa. I militi del «Tagliamento» si distinguono in azioni di repressione anti partigiana, oltre naturalmente ad essere ben a conoscenza delle numerose fucilazioni nella caserma di Cividalesi e a presidio delle strade che conducevano a Udine. Nel febbraio 1944 a Faedis subirono uno degli attacchi (da parte del IX Korpus) più poderosi, supportato anche da mortai e riuscendo comunque a resistere, nel combattimento oltre alle numerose perdite slovene cadde il comandante Radomiz Milutinovic. Il 2 aprile il reggimento fu spostato a Tolmino, Monte Spino e Canale d'Isonzo. Si trovarono affiancati dai bersaglieri del Battaglione Mussolini. Numerosi furono in questo periodo gli scontri contro il IX Korpus tra cui la battaglia di Tarnova del gennaio 1945. 

## Reggimento alpini Tagliamento
Nell'aprile 1944 il reggimento, costituito da tre battaglioni, (1º Battaglione alpini «Isonzo», 2º Battaglione alpini «Vipacco», 3º Battaglione misto alpini e bersaglieri «Natisone») cambiò denominazione diventando «Reggimento alpini Tagliamento». Il reggimento operò con presidi in varie zone della pedemontana e della Bassa friulana, effettuando numerose azioni di rastrellamento antipartigiane in particolare nel tarcentino e nelle zone di Nimis, Taipana, Lusevera. Lo stesso diario del Reggimento segnala numerose catture di partigiani sempre consegnati ai comandi tedeschi e la cattura, a Torviscosa, di 15 prigionieri alleati che, evasi dal locale campo di prigionia furono anch'essi consegnati ai tedeschi. Il 22 marzo 1944 Globočnik in persona visitò il comando del reggimento e (come risulta dal diario del reggimento) nell'indirizzo di saluto il colonnello Zuliani disse: «Plaudo all'unione delle risorgenti forze italiane ai camerati germanici, unione che è conseguenza necessaria e logica degli identici scopi perseguiti dal nazismo e dal fascismo e dell'amicizia che stringe Hitler e Mussolini». Aggiungendo una formula di promesse con cui Zuliani confermava l'adesione agli ordini tedeschi: «Io mi obbligo con la mia parola d'ufficiale e di soldato di combattere virilmente e valorosamente con le formazioni militari tedesche e di eseguire incondizionatamente e senza esitazione gli ordini ricevuti».
Per tutta l'estate del 1944 numerosi furono gli attacchi da parte dei partigiani del IX Korpus sloveno contro i capisaldi del «Tagliamento», soprattutto presso le falde del monte Nero e del monte Spino, che causarono numerose perdite. Un distaccamento del reggimento situato a Camina alla data 10 luglio 1944 venne catturato al completo (49 uomini) da 300 partigiani. In quella giornata era in vigore un armistizio momentaneo concordato tra le autorità tedesche e partigiane slave, di conseguenza la vigilanza degli alpini fu trascurata. Addirittura alcuni partigiani ebbero il permesso di parlamentare col maresciallo del distaccamento, il quale fu subito freddato a tradimento. Il tentativo di resistenza fu vano e costò altri alpini caduti. I 49 prigionieri risultano dispersi, molto probabilmente fucilati. Nessuno dei responsabili fu mai perseguito dalle autorità italiane, né tanto meno da quelle jugoslave.
Alla data 22 agosto 1944 un gruppo della compagnia comando reggimentale partecipò a un rastrellamento nel Tolminese e sul Paloger che si concluse fruttuosamente provocando oltre 123 caduti sloveni e la cattura di 37 prigionieri tra cui 2 commissari/e e il comandante della 17ª Brigata slovena, Giuseppe Ursic.
Tra marzo ed aprile 1945 ci furono gli ultimi e più duri attacchi partigiani contro le posizioni del «Tagliamento» che resistettero fino al 27 aprile. Nei combattimenti contro le formazioni partigiane jugoslave e italiane l'unità perse 720 uomini tra morti e dispersi, 608 furono i feriti, e 45 gli assassinati a guerra finita.

### Smobilitazione
Nei giorni successivi, il reggimento ripiegò fino a Cividale del Friuli, dove ci fu un accordo con il comandante Aldo Specogna della brigata partigiana «Osoppo». Il 29 aprile del 1945, una parte del «Reggimento alpini Tagliamento» (173 uomini) passò con la «Osoppo» (Documento intestato: C.V.L. III Divisione “Osoppo Friuli”.  – Comando 7ª Brigata.  – Cividale, 8 maggio 1945. Prot. n. 13/45. Al Comando Divisione. Elenco ex- repubblicani del r.to alpini Tagliamento che sono passati alla 7ª brigata Osoppo in data 29/4/1945, smobilitati ed avviati al distretto militare di Udine il 7 maggio 1945, in: Archivio Ifsml – Fondo Processo Porzus documenti in copia da archivi di tribunali. – Busta 1 – fascicolo 22 – documento n. 91).
I militi repubblicani, con il fazzoletto verde al collo, inquadrati nei reparti della Osoppo, che aveva una consistenza molto esigua, entrarono nella città di Cividale insieme ai garibaldini: da Borgo di Ponte alle ore 13 del 1º maggio 1945 i primi partigiani della Brigata Garibaldi; da Rubignacco la Brigata Osoppo, mentre i tedeschi continuavano a ritirarsi a piccoli gruppi isolati lungo la strada che conduce a San Pietro al Natisone.